# Пелес-оф-Оберн-Гіллс
 «Палас-оф-Аубурн-Гіллс»  (англ. The Palace of Auburn Hills) — спортивний комплекс у Аубурн-Гіллс неподалік Детройту, штат Мічиган (США), відкритий у 1988 році. Місце проведення міжнародних змагань з кількох видів спорту і домашня арена для команд Детройт Пістонс.

## Місткість
- баскетбол 22 076
- концерт 23 000 / 24 276